# Dave Konopka
Dave Konopka (ur. 2 września 1976 w Worcester) – amerykański basista, gitarzysta i grafik, w latach 2002–2018 członek zespołu mathrockowego Battles.

## Życiorys
Pochodzi z Worcester w stanie Massachusetts, a następnie przez osiem lat mieszkał w Bostonie.
W 1994 roku, będąc studentem bostońskiego Massachusetts College of Art and Design (studiował projektowanie graficzne), nawiązał bliską znajomość z Mikem Hutchinsem i Paulem Joycem. W 1997 roku założyli oni wraz z Dalem Connollym zespół mathrockowy Lynx.
Konopka w zespole grał tam na gitarze, wywierając znaczący wpływ na rodzaj brzmienia, w który ewoluował math rock. Był to jednocześnie pierwszy zespół, w jakim występował. W 1999 roku zespół Lynx przeprowadził się do Chicago, a w kolejnym roku okazał się ich debiutancki studyjny album pn. Lynx. W 2001 roku doszło do rozpadu zespołu, po czym Konopka przeprowadził się do Nowego Jorku.
W 2002 roku założył wraz z perkusistą Johnem Stanierem, gitarzystą i keyboardzistą Ianem Williamsem oraz gitarzystą, klawiszowcem i wokalistą Tyondaiem Braxtonen zespół Battles. W zespole tym był basistą oraz gitarzystą. Debiutancki minialbum grupy, EP C, wydany został przez wytwórnię Monitor Records w czerwcu 2004 roku, a w maju 2007 roku opublikowali debiutancką płytę studyjną Mirrored, która zdobyła szerokie uznanie krytyków. Konopka następnie nagrał z zespołem album Gloss Drop wydany w 2011 roku i La Di Da Di opublikowany w 2015 roku. W 2018 roku opuścił zespół z powodów osobistych.
Działał także jako projektant graficzny. Pracował jako główny projektant w nowojorskim wydawnictwie, a także pełnił rolę dyrektora artystycznego zespołu Battles, tworząc dla niego grafiki, które pojawiły się m.in. na okładkach albumów i singli, a także był projektantem plakatów, gadżetów i innych rzeczy związanych z zespołem.
Żonaty z projektantką książek Deb. W 2016 roku mieszkał na Brooklynie.

## Dyskografia

### Lynx
- Lynx (2000)

### Battles
- Mirrored (2007)
- Gloss Drop(inne języki) (2011)
- La Di Da Di(inne języki) (2015)